# سيدتنا من بقاع

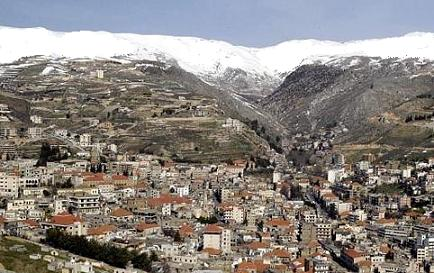
لقطة علوية لمدينة زحلة بالبقاع

هو مزار مريم العذراء يقع في مدينة زحلة في وادي البقاع في لبنان.
عام 1958، الأسقف افيتميوس يواكيم، رجل ذو إخلاص عظيم لسيدتنا، قرر بناء ضريح تشريفاً لمريم العذراء على قمة تلة مطلة على مدينة زحلة في وادي البقاع. تمثال مريم العذراء طوله 10 أمتار من البرونز، عمل الفنان الإيطالي، بيروتي، يقع على قمة برج طوله 54 متراً، تتويجاً للتلة التي سميت بتل شيحا. تأخر العمل على الضريح لسنوات بسبب الحرب الأهلية اللبنانية، لكن عُقد افتتاح كبير في مايو 2005 بعد إتمام عمل إصلاح التمثال. يأخذ المصعد الحجاج والسياح إلى قمة منصة مشاهدة تطل على المدينة سقوفها حمراء اللون وتعرض مشاهد بانورامية للوادي. تتضمن قاعدة البرج كنيسة صغيرة تستقبل 100 شخص.